# 君濱站
君濱站（日语：／ Kimigahama eki */?）是位於千葉縣銚子市君濱，屬於銚子電氣鐵道的銚子電氣鐵道線的車站。車站編號為CD08。

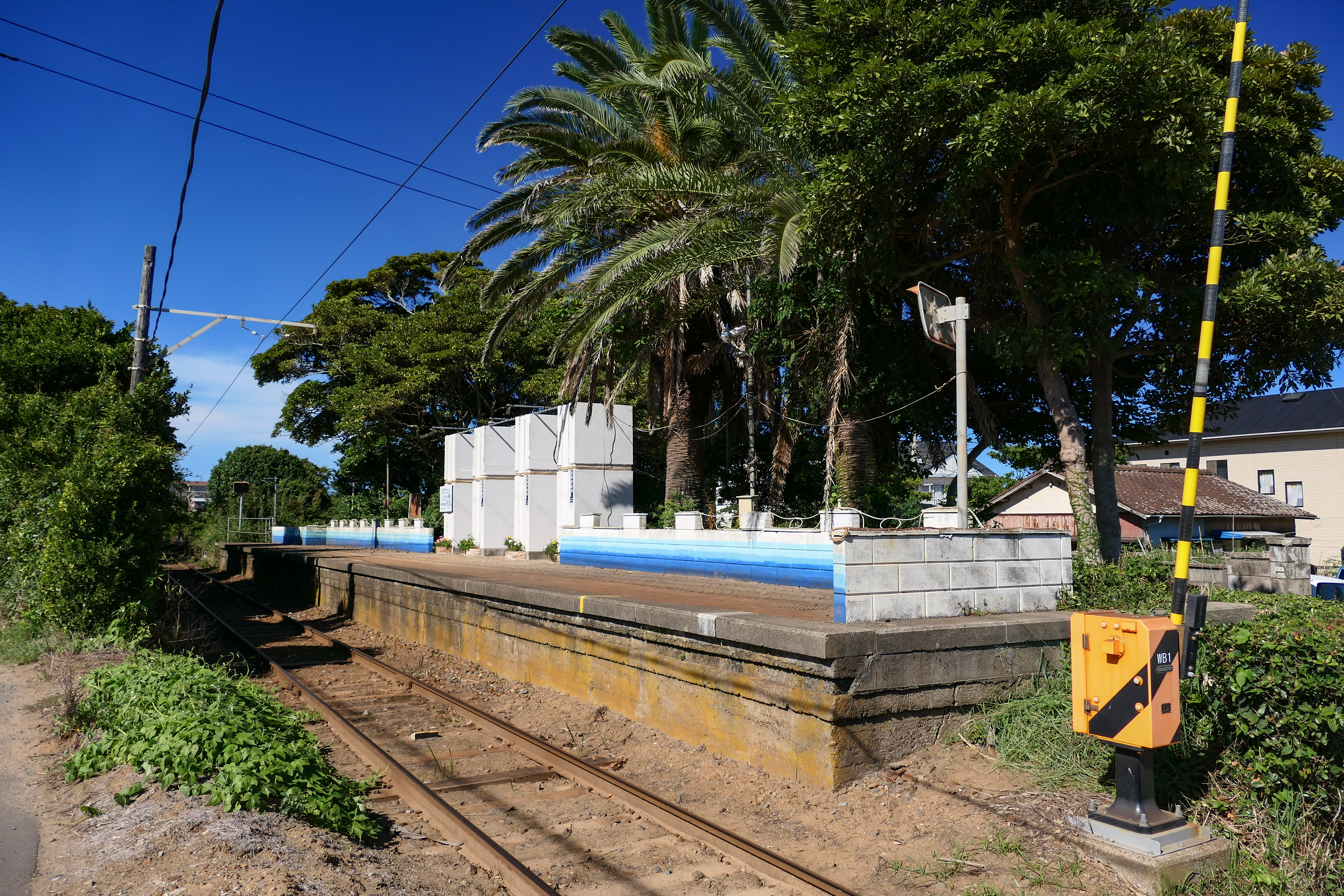
月台(2023年8月)

## 歷史

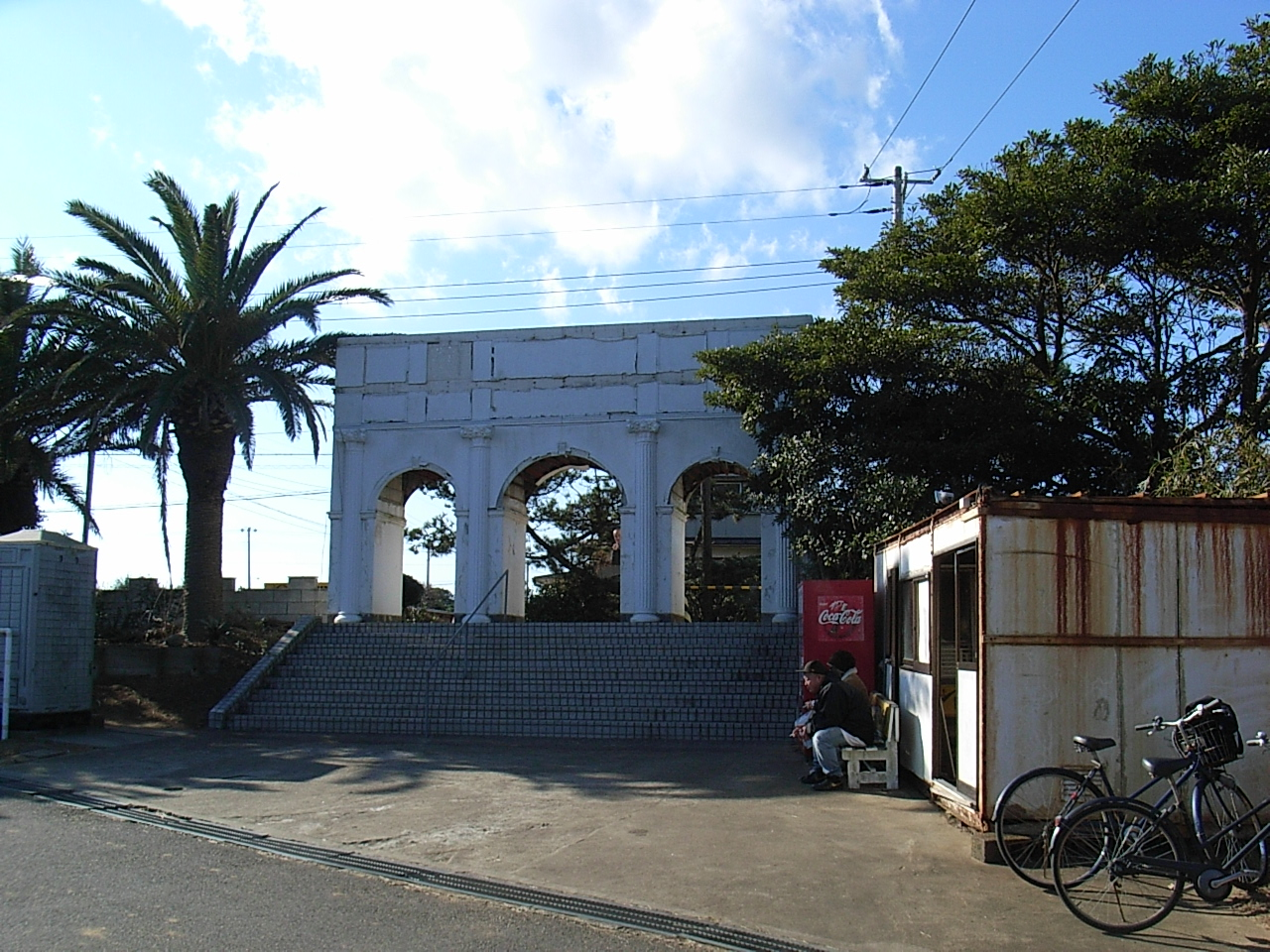
拱門時代的車站出入口（2007年1月）

霧解決方案株式會社取得此站的冠名權，並把此站的愛稱定為羅茲威爾。因銚子市不時會發生市民經常目擊不明飛行物，因此東京體育新聞社形容銚子市是「日本的羅斯維爾」。羅斯維爾是位於美國新墨西哥州的一座城市，當地曾經發生羅斯威爾飛碟墜毀事件，因此本站的愛稱便取名為「羅斯維爾」。
- 1931年（昭和6年）6月21日 - 車站啟用。
- 1990年（平成2年）12月 - 車站翻新，設置拱門裝飾。
- 2007年（平成19年）2月21日 - 拱門裝飾的牆身和上半部分撤走。
- 2009年（平成21年）12月 - 為了可讓DeHa2000形、KuHa2500形（日语：伊予鉄道800系電車）行駛，因此月台向銚子一方延長。
- 2016年（平成28年）8月27日 - 非官方承認的站長虎斑貓君醬（日语：名誉駅長）去世。在同年10月3日進行了慰靈祭，於君醬曾經居住的小屋中設置紀念碑，並寫道「多謝你 君醬」[3]。

## 車站構造
此站是地面車站，設有1面1線的單式月台。此站是無人車站，站內設有飲品自動販賣機和簡單廁所。
- 在1970年代，此站曾經設有木造車站大樓，後來拆毀日期不詳。
- 在車站出入口中，設有3座意大利風的白色拱門作為大門。另外設有預製件製成的候車室，隨著拱門老化，除了柱身外，其他部分均撤走。
- 在2007年，當地志願人士和銚子電鐵迷於車站出入口樓梯處設置了花壇，種植時令花卉。

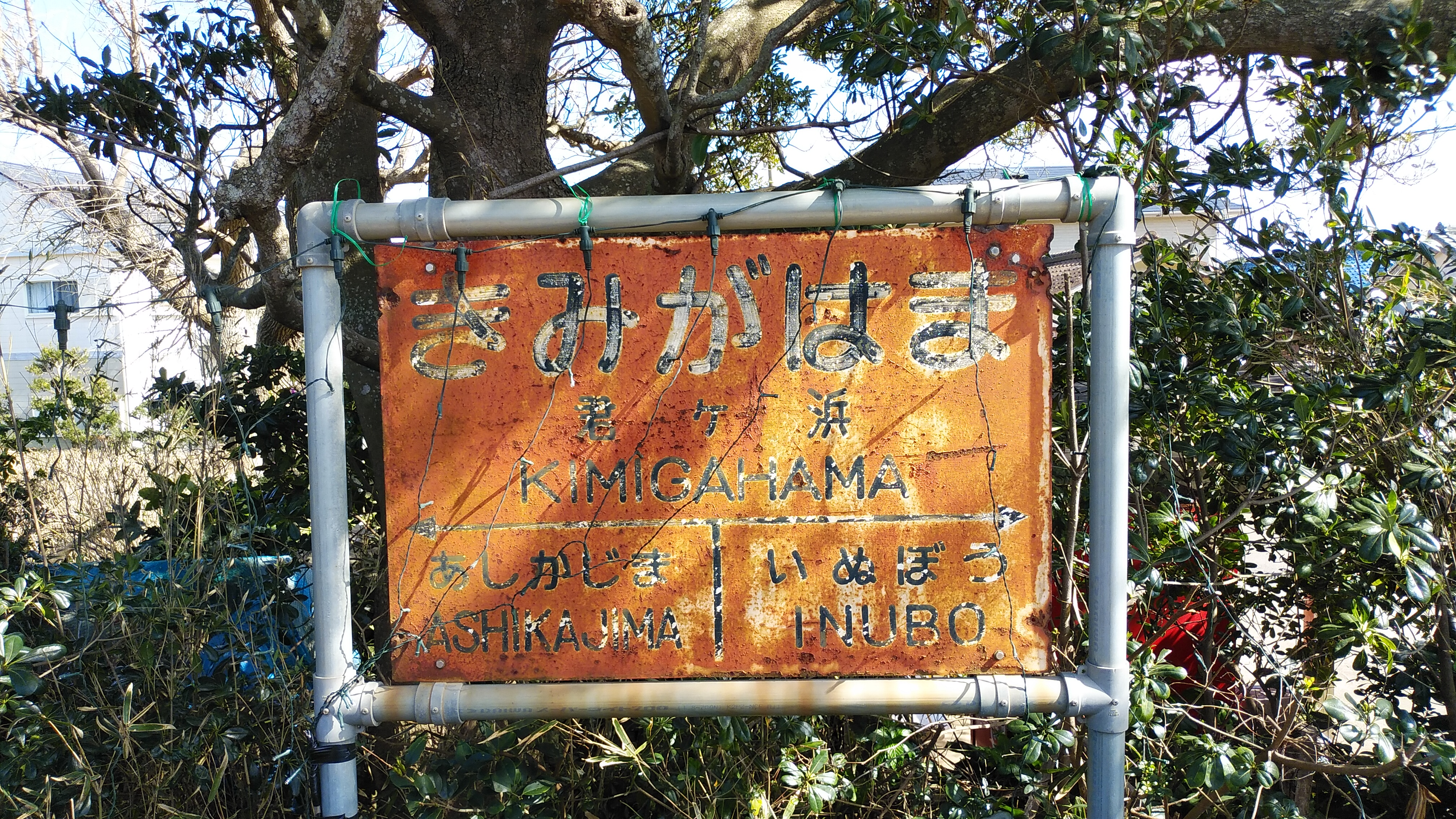
舊站名牌(2020年2月)
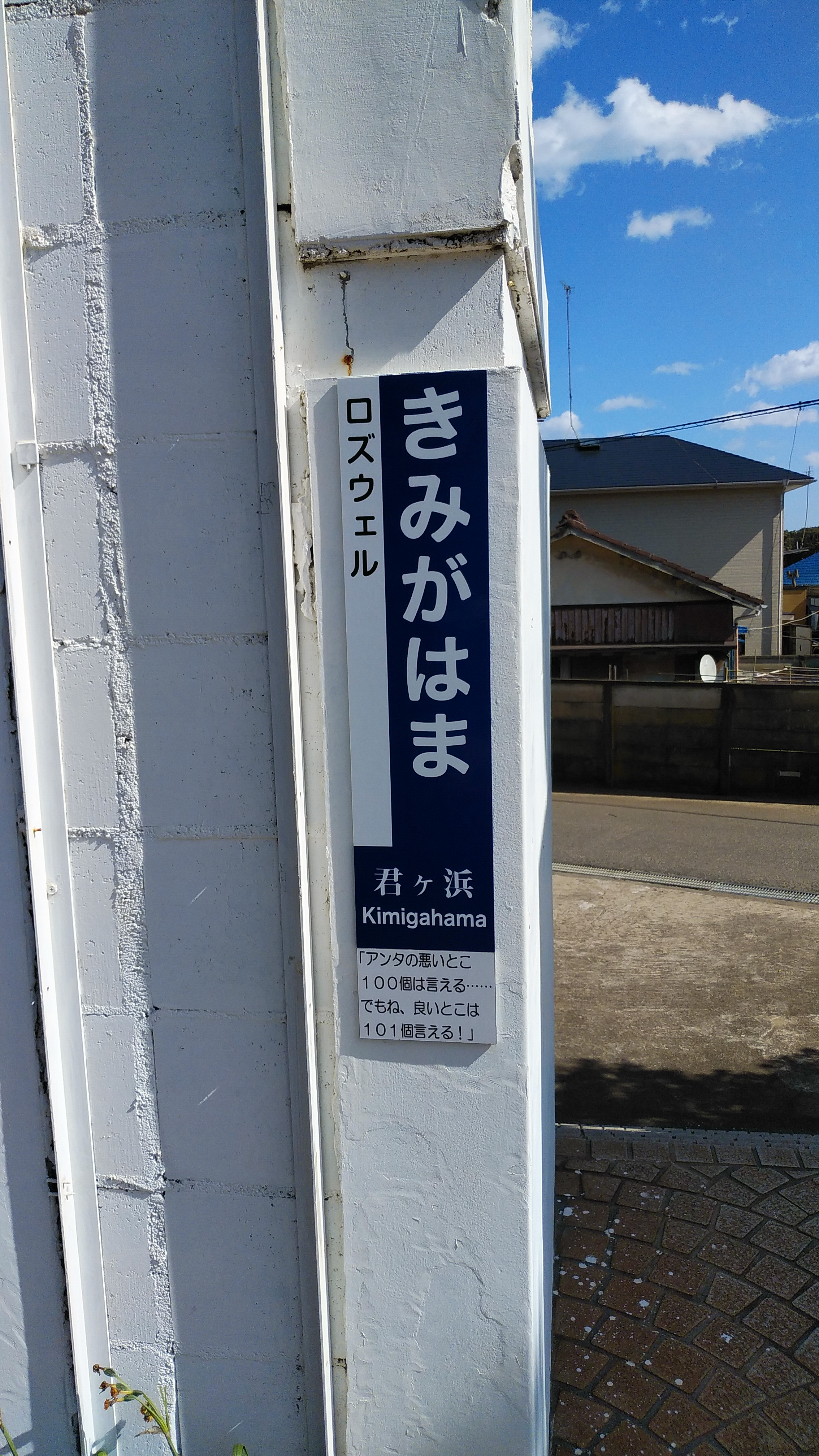
新站標(2020年2月)
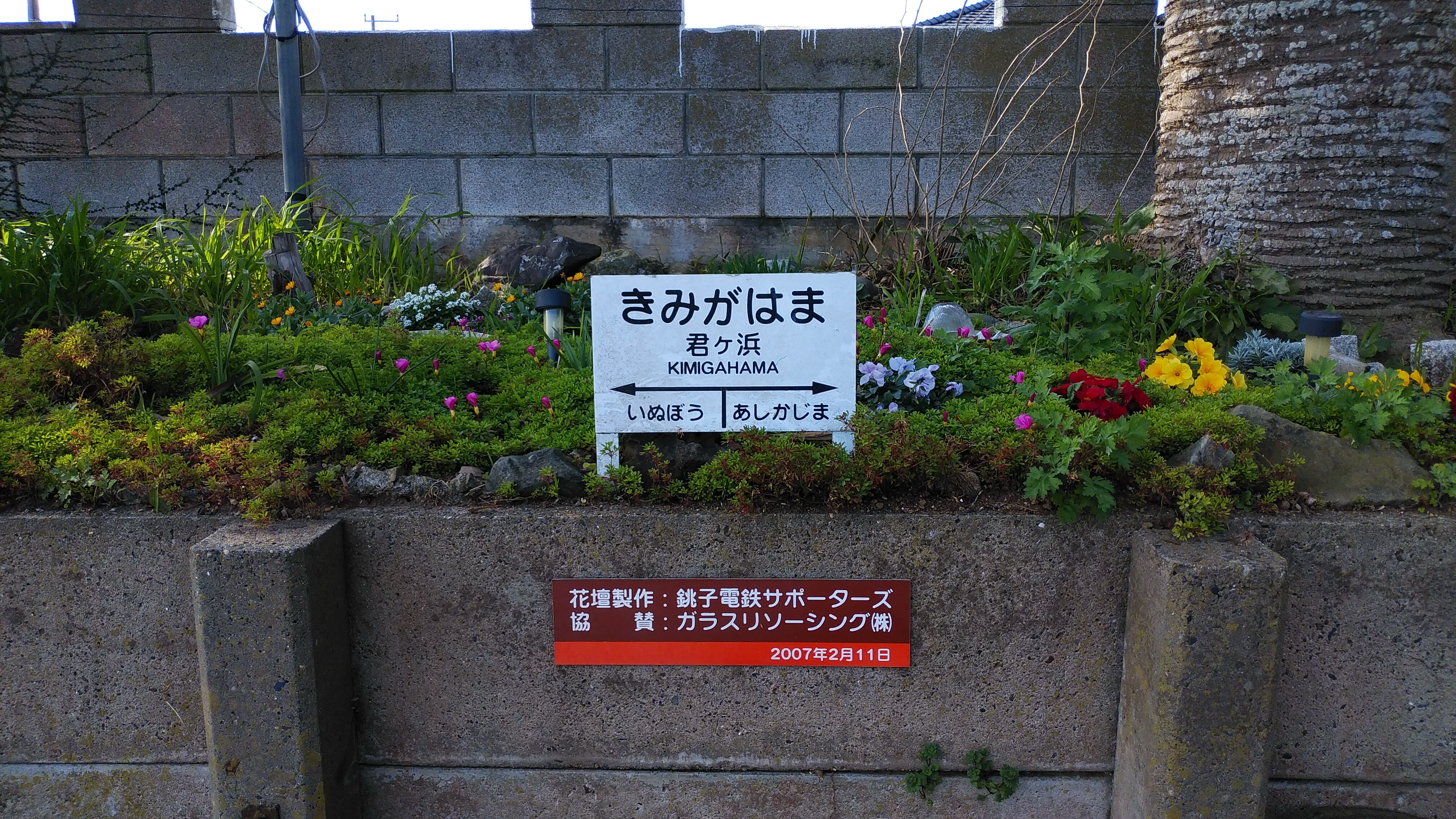
花壇(2020年2月)
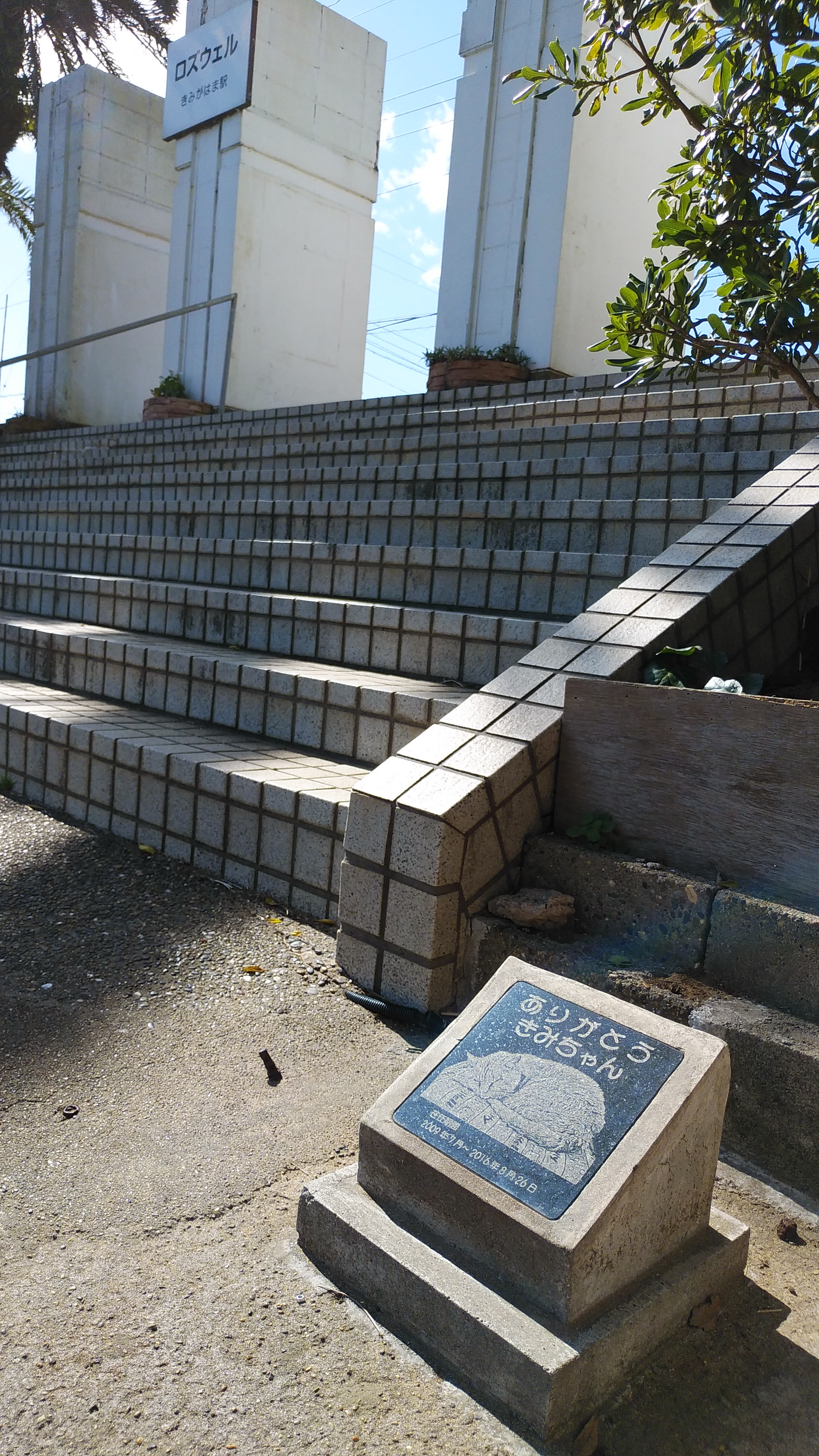
君醬紀念碑(2020年2月)

## 使用狀況
在2018年度1日平均乘車人次為13人，以下為乘車人次變化列表：
| 年度   | 一日平均 乗車人員 |
| ------ | ----------------- |
| 2007年 | 17                |
| 2008年 | 16                |
| 2009年 | 18                |
| 2010年 | 16                |
| 2011年 | 15                |
| 2012年 | 17                |
| 2013年 | 19                |
| 2014年 | 12                |
| 2015年 | 10                |
| 2016年 | 11                |
| 2017年 | 12                |
| 2018年 | 13                |

## 車站周邊

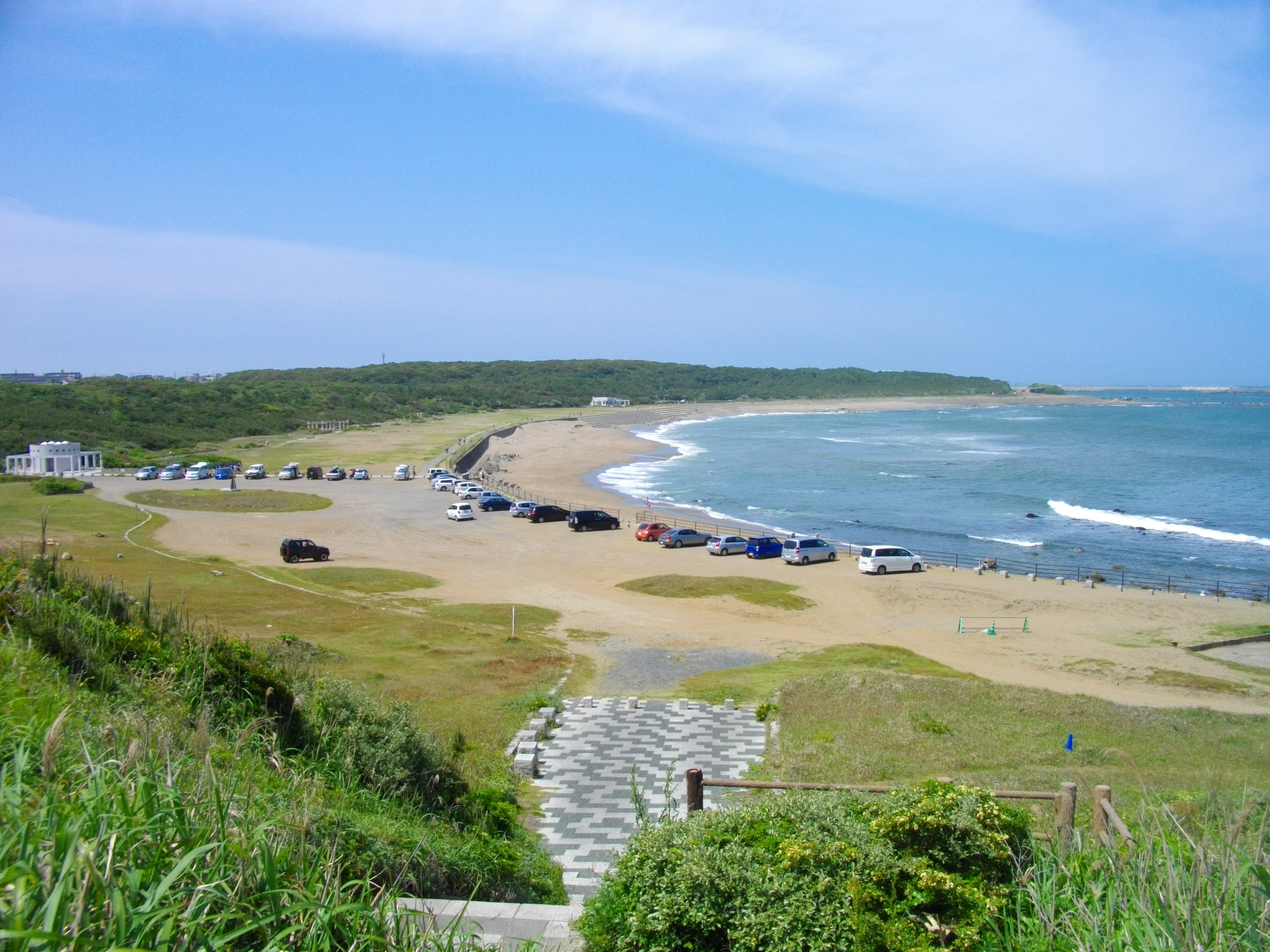
君濱潮騷公園

- 千葉縣道244號外川港線（日语：千葉県道244号外川港線）
- 千葉縣道254號銚子公園線（日语：千葉県道254号銚子公園線）
- 小畑池
- 君濱（太平洋）、君濱潮騷公園
  - 從車站步行5分鐘。選定為日本海岸百選（日语：日本の渚百選）。被稱為關東舞子（日语：舞子公園）的白砂青松（日语：白砂青松）海岸。雖然潮騷公園有進行維護，但是由於海浪較高和海流複雜，因此該處不可以遊泳。該處是日出景點之一，為其中一個觀光誘因（著名攝影地點）吸引觀光客前往銚子の観光誘致，電影《喬瑟與虎與魚群》該處取景。該此設有觀景台。
- 涙痕之碑
  - 在1917年（大正7年），三富朽葉（日语：三富朽葉）和今井白楊（日语：今井白楊）因避暑而前往君浜遊泳，可是他們被大浪捲走遇溺致死。翌年，朽葉父親三富道臣在該處建立紀念碑。
- 米利Heart&Green（日语：コメリ） 小畑店

## 相鄰車站
銚子電氣鐵道
■銚子電氣鐵道線
海鹿島（CD07）－君濱（CD08）－犬吠（CD09）

## 注腳
1. ↑  . www.choshi-dentetsu.jp.   [2019-11-27]. （原始内容存档于2020-11-26） （日语）.
2. ↑  . 東京體育.   [2018-08-28]. （原始内容存档于2018-08-29） （日语）.
3. ↑  . ATLAS.   [2019-11-28]. （原始内容存档于2021-01-14） （日语）.
4. ↑  千葉縣統計年鑑（平成20年） （页面存档备份，存于）（日語）
5. ↑  千葉縣統計年鑑（平成21年） （页面存档备份，存于）（日語）
6. ↑  千葉縣統計年鑑（平成22年） （页面存档备份，存于）（日語）
7. ↑  千葉縣統計年鑑（平成23年） （页面存档备份，存于）（日語）
8. ↑  千葉縣統計年鑑（平成24年） （页面存档备份，存于）（日語）
9. ↑  千葉縣統計年鑑（平成25年） （页面存档备份，存于）（日語）
10. ↑  千葉縣統計年鑑（平成26年） （页面存档备份，存于）（日語）
11. ↑  千葉縣統計年鑑（平成27年） （页面存档备份，存于）（日語）
12. ↑  千葉縣統計年鑑（平成28年） （页面存档备份，存于）（日語）
13. ↑  千葉縣統計年鑑（平成29年） （页面存档备份，存于）（日語）
14. ↑  千葉縣統計年鑑（平成30年） （页面存档备份，存于）（日語）
15. ↑  千葉縣統計年鑑（令和元年） （页面存档备份，存于）（日語）

## 外部連結
- 銚子電鐵沿線指南（页面存档备份，存于）（日語）